# 雁荡润楠
雁荡润楠（学名：Machilus minutiloba）为樟科润楠属下的一个种。

## 扩展阅读
- 維基物種上的相關：雁荡润楠